# 21e armée (Allemagne)
Pour les articles homonymes, voir 21e armée.
La 21e armée (en allemand : 21. Armee), également connue sous le nom de Armee Norwegen, était une armée (regroupement d'unités) de la Heer (armée de terre de la Wehrmacht) lors de la Seconde Guerre mondiale.

## Historique

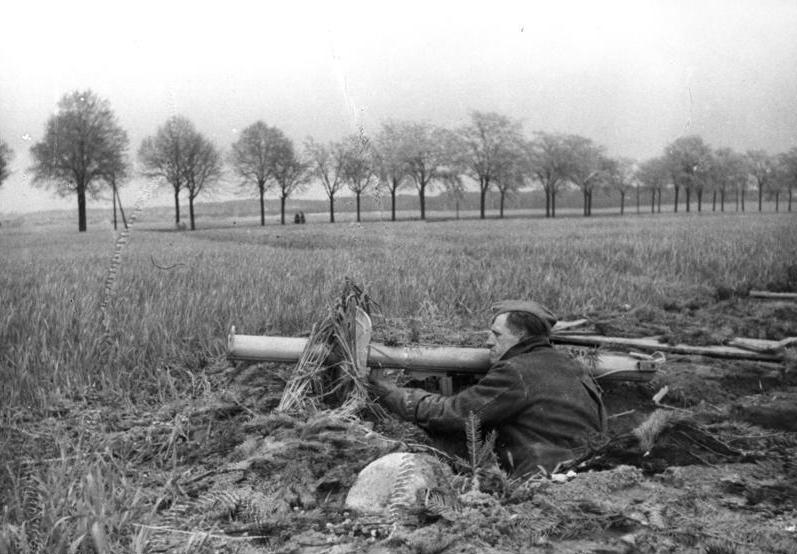
Dans la banlieue de Berlin, en avril 1945, la Volkssturm prend une position de combat avec des canons antichars.

L'Armee Norwegen est formée le 19 décembre 1940. Les unités de la 21e armée sont absorbées par la 20e armée de montagne le 18 décembre 1944.
La 21. Armee est reformée le 27 avril 1945 par la redésignation de la 4. Armee et comme élément du groupe d'armées Vistule (Heeresgruppe Weichsel.

L'Armée se rend le 2 mai 1945 aux forces britanniques dans la zone de Ludwigslust-Eldena-Dömitz dans le nord de l'Allemagne.

## Organisation

### Commandants successifs
| Date                                | Grade                  | Commandant               |
| ----------------------------------- | ---------------------- | ------------------------ |
| 19 décembre 1940 - 18 décembre 1944 | Generaloberst          | Nikolaus von Falkenhorst |
| 27 avril - 2 mai 1945               | General der Infanterie | Kurt von Tippelskirch    |

### Chefs d'état-major
| Date                           | Grade           | Commandant                            |
| ------------------------------ | --------------- | ------------------------------------- |
| 19 décembre 1940 - 15 mai 1942 | Generalmajor    | Erich Buschenhagen                    |
| 15 mai 1942 - 10 avril 1944    | Generalleutnant | Rudolf Bamler                         |
| 30 avril - 18 décembre 1944    | Generalmajor    | Eugen Theilacker                      |
| 27 avril - 2 mai 1945          | Oberst          | Ulrich von Varnbüler und zu Hemmingen |

## Zones d'opérations
- Norvège : décembre 1940 - juin 1941
- Norvège et Finlande : juin 1941 - janvier 1942
- Norvège : janvier 1942 - décembre 1944
- Nord de l'Allemagne : avril 1945 - mai 1945

## Ordre de bataille
30 avril 1945
- III. (germ.) SS-Panzerkorps
  - Kampfgruppe 4. SS-Polizei-Panzergrenadier-Division
  - 3. Marine-Infanterie-Division
  - Kampfgruppe 33. Waffen-Grenadier-Division der SS “Charlemagne” (franz. Nr. 1)
  - Kampfgruppe 15. Waffen-Grenadier Division der SS (lettische Nr. 1)
- XI. Armeekorps
  - 5. Jäger-Division
  - Division z.b.V. 606
- XXVII. Armeekorps
  - Fallschirm-Panzer-Ersatz- und Ausbildungs-Brigade 2 “Hermann Göring”
  - 1. Marine-Infanterie-Division
  - 547. Volks-Grenadier-Division